# إدوارد إل بيتش، الابن
إدوارد إل بيتش، الابن (بالإنجليزية: Edward L. Beach Jr.)‏ (و. 1918 – 2002 م) هو مستكشف، وضابط، وروائي، وكاتب غير روائي، وكاتب من الولايات المتحدة الأمريكية ولد في مدينة نيويورك.

## جوائز
حصل على جوائز منها وسام "العمل الشجاع في الحرب الوطنية العظمى 1941-1945، وستار سيلفر، ووسام الاستحقاق.

## معرض صور

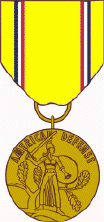
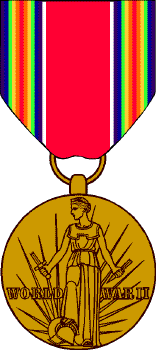
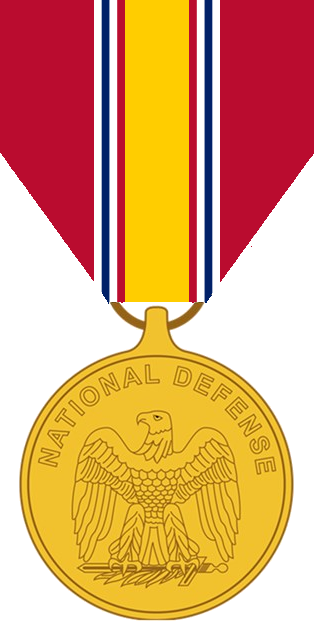
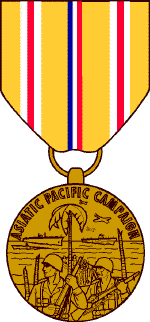
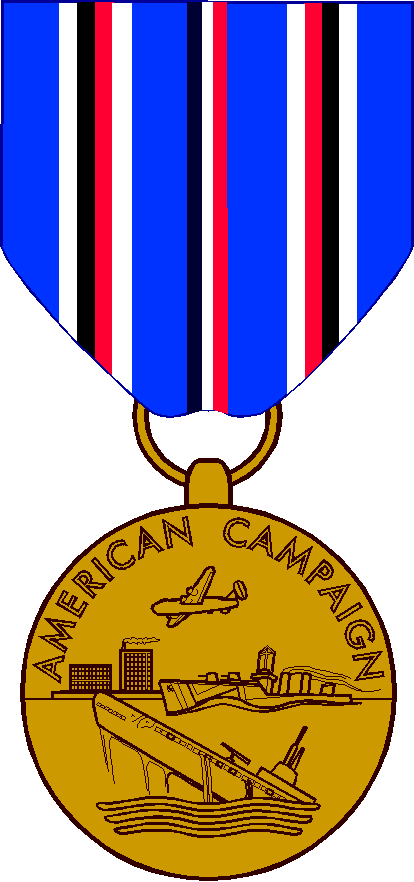

## روابط خارجية
- إدوارد إل بيتش، الابن على موقع IMDb (الإنجليزية)
- إدوارد إل بيتش، الابن على موقع مونزينجر (الألمانية)
- إدوارد إل بيتش، الابن على موقع قاعدة بيانات الفيلم (الإنجليزية)